# Cyclopsittini
Loritos de higuera o loritos de los higos es el nombre común dado los miembros de la tribu Cyclopsittini, que contiene dos géneros de loros (Cyclopsitta y Psittaculirostris) de la familia Psittaculidae. Se encuentran en Indonesia, Papúa Nueva Guinea y las zonas tropicales de Australia.  El lorito doble ojo que mide 13–16cm de longitud es el loro australiano de menor tamaño. 

## Tribu Cyclopsittini
- Género Cyclopsitta
  - Cyclopsitta gulielmitertii - lorito pechinaranja;
  - Cyclopsitta diophthalma - lorito dobleojo;
- Género Psittaculirostris
  - Psittaculirostris desmarestii - lorito de Desmarest;
  - Psittaculirostris edwardsii - lorito de Edwards;
  - Psittaculirostris salvadorii - lorito de Salvadori.

## Alimentación
Como su nombre indica, la dieta de un lorito de la higuera consiste fundamentalmente en los numerosos higos que crecen en su hábitat natural. También es usual que se alimente de otros tipos de fruta y de néctar. 